# Malaii
Malaii (tiếng Khmer: ម៉ាល័យ) là một huyện (srok) ở tỉnh Banteay Meanchey, tây bắc Campuchia.

## Địa lý
Các huyện giáp ranh là (từ phía đông bắc theo chiều kim đồng hồ) Ou Chrov và Mongkol Borei thuộc tỉnh Banteay Meanchey và Sampov Loun thuộc tỉnh Battambang. Phía đông và bắc là tỉnh Sa Kaeo của Thái Lan.

## Hành chính
Huyện này được chia ra 6 xã (khum), các xã này lại được chia ra thành 37 thôn (phum) .

### Làng xã
| Khum (Xã)   | Phum (Thôn)                                                                                |
| ----------- | ------------------------------------------------------------------------------------------ |
| Boeng Beng  | Sang Ke, Phnom Rung, Chrey, Lvea, Chambak                                                  |
| Malaii      | Veal Hat, Doung, Kandal, Kbal Spean, Trasek Chrum, Dom Bouk Vil, Vat Chas, Thmei           |
| Ou Sampor   | Ou Sampor Moy, Ou Sampor Pi, Kbal Tomnob, Bantey Tipi                                      |
| Ou Sralau   | Ou Sralau, Phnum Kaubei, Kandaol, Chheu Teal, Bueng Reang, Svay Prey, Chan Kiri, Thmei     |
| Ta Kong     | Chaeng Maeng, Ballang, Paoy Angkor, Srah Phlouh, Kcheay, Ta Kong                           |
| Tuol Pongro | Kos Snoul, Khla Ngeab, Toul Pongro, Bantey Timouy, Sante Pheap Ou Ampil, Reaksmei Meanchey |